# Greenloaning

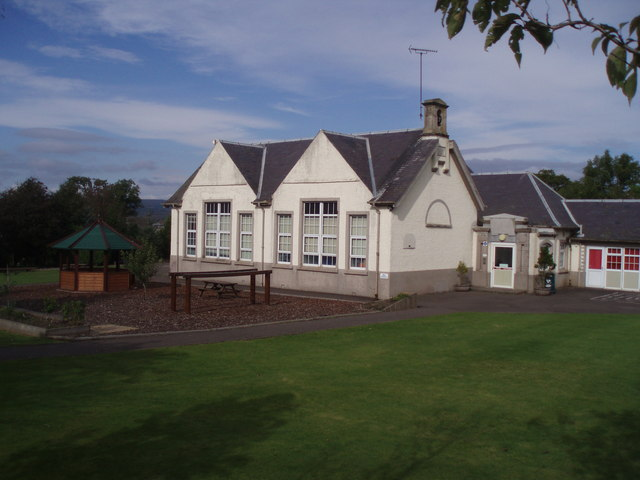
Grundschule von Greenloaning

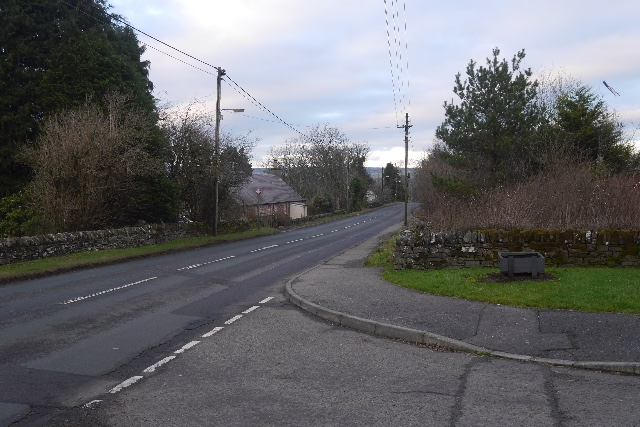
Durchgangsstraße in Greenloaning

Greenloaning ist eine Ortschaft, die im Norden von Schottland zwischen Perth im Nordosten, Edinburgh im Südosten und Glasgow im Südwesten in der Region Perth and Kinross liegt. Im Rahmen der historischen Gliederung Schottlands in Civil Parishes zählt der Ort zu Ardoch, das zu Perthshire gehörte.

## Geographie
Greenloaning liegt im Strathallan, dem Tal des Flusses Allan Water und dort an dessen südlichem Ufer, gegenüber der Einmündung des Knaik. Südlich des Ortes verläuft die A9, von der etwas südwestlich die Greenloaning durchquerende A822 in Richtung Braco abzweigt.

## Historisches
Es gab mit der Greenloaning Station im Ort einen Bahnhof an der Bahnstrecke zwischen Perth und Stirling. Er wurde 1956 geschlossen. Wesentliche Teile seine noch vorhandenen Baulichkeiten wurden 2021 als Listed Building der Kategorie C ausgewiesen und damit unter Denkmalschutz gestellt.